# Кері Елвес
Айвен Саймон Кері Елвес (англ. Ivan Simon Cary Elwes; нар. 26 жовтня 1962 , Лондон) — англійський актор та продюсер.

## Біографія
Кері Елвес народився 26 жовтня 1962 року в Лондоні. Закінчив школу «Герроу» в Англії, коледж Сари Лоуренс у Нью-Йорку та Лондонську академію музичного та драматичного мистецтва.
Його батько Домінік Елвес і дід Саймон Елвес — відомі у Великій Британії художники-портретисти. Батько покінчив життя самогубством у 1975 році.
Першою великою роллю для нього став герой Вестлі у фільмі «Принцеса-наречена».
Наступні ролі були або драматичними («Слава»), або комедійними («Гарячі голови»). Велику популярність принесла головна роль у фільмі «Чоловіки в трико», пародії на фільм за участю Кевіна Костнера.
Надалі він часто грав в популярних фільмах: «Дракула», «Смерч», «Брехун, брехун». У 2004 році знявся у трилері «Пила», а також «Пила 3D».
Також Елвес грав у серіалах. В останньому сезоні (2001–2002) серіалу «Цілком таємно» він грав заступника начальника управління ФБР Бреда Фоллмера, а у 2005 зіграв одну з головних ролей у телесеріалі «Папа Іоанн Павло II».
У 2005 році подав позов до суду проти продюсерів фільму «Пила».

## Фільмографія

### Актор
- 1979 — Yesterday's Hero — танцюрист на дискотеці
- 1983 — День по тому/ The Day After  — офіцер ВПС (в титрах не вказаний)
- 1984 — Інша країна/ Another Country — Джеймс Гаркурт
- 1984 — Оксфордский блюз / Oxford Blues — Ліонел
- 1985 — Наречена / The Bride — Йозеф Шоден
- 1986 — Леді Джейн / Lady Jane — Гілфорд Дадлі
- 1987 — Машенька / Maschenka — Ганін
- 1987 — Принцеса-наречена / The Princess Bride — Вестлі
- 1989 — На вівторок не розраховуй / Never on Tuesday — водій вантажівки (в титрах не вказаний)
- 1989 — Слава / Glory — Кабот Форбс
- 1990 — Дні грому / Days of Thunder — Расс Вілер
- 1991 — Гарячі голови / Hot Shots! — Кент Грегорі
- 1992 — Дракула / Bram Stoker's Dracula — лорд Артур Холмвуд
- 1992 — Порко Россо / Kurenai no buta — Куртіс (голос)
- 1992 — Шкіряні куртки / Leather Jackets — Доббс
- 1993 — Чоловіки у трико / Robin Hood: Men in Tights — Робін Гуд
- 1993 — The Crush — Нік Еліот
- 1994 — Книга джунглів / The Jungle Book — Вільям Бун
- 1994 — Погоня / The Chase — Стів Хорсгруві
- 1995 — Шепіт серця / Mimi wo sumaseba — барон (голос)
- 1996 — Смерч / Twister — Джонас Мілер
- 1996 — Сайнфелд, 7 сезон, 21 епізод «The Wait Out» / Seinfeld — Девід Лукнер
- 1997 — Цілуючи дівчат / Kiss the Girls — детектив Нік Раскін
- 1997 — Інформатор / The Informant — Девід Ферріс
- 1997 — Брехун, брехун / Liar Liar — Джеррі
- 1998 — Чарівний меч: У пошуках Камелота / Quest for Camelot — Гарретт (голос)
- 1998 — Війни Пентагону / The Pentagon Wars — Джеймс Бьортон
- 1998 — Із Землі на Місяць, 3 епізоди / From the Earth to the Moon — Майкл Коллінз
- 1999 — Колиска буде гойдатись / Cradle Will Rock — Джон Гаусман
- 1999 — Бетмен майбутнього, 1 сезон, 13 епізод «Йти вперед» / Batman Beyond — Пакстон Паверс (голос)
- 2000 — Погоня за часом / Race Against Time — Берк
- 2000 — Тінь вампіра / Shadow of the Vampire — Фрітз Арно Вагнер, оператор
- 2001 — Повстання (телесеріал) / Uprising — доктор Флітз Хіпплер
- 2001—2002 — Секретні матеріали (телесеріал), 6 епізодів / The X Files — Бред Фолмер
- 2001 — Смерть в Голлівуді / The Cat's Meow — Томас Інк
- 2002 — Котяча вдячність / Neko no ongaeshi — барон (голос)
- 2002 — Щоб ти здох! / Wish You Were Dead — Мак Вілсон
- 2002 — Негідники із коміксів / Comic Book Villains — Картер
- 2004 — Зачарована Елла / Ella Enchanted — сер Едгар
- 2004 — Американський злочин / American Crime — Альберт Бодін
- 2004 — Вбивства на річці Грін / The Riverman — Тед Банді
- 2004 — Пила: Гра на виживання / Saw — доктор Лоуренс Гордон
- 2005 — Папа Іван Павло II (телесеріал) / Pope John Paul II — молодий Ка́роль Войти́ла
- 2005 — Едісон / Edison — Джек Рейгерт
- 2005 — Neo Ned — Доктор Магнусон
- 2006 — Я спокусила Енді Воргола / Factory Girl — Сем Грін
- 2006 — Pucked — Норман
- 2006 — Сакура: блакитноокий самурай / Sakura: Blue-Eyed Samurai
- 2006 — Walk the Talk — Ерік
- 2006 — Complete History of the Breast
- 2007 — Крута Джорджія / Georgia Rule — Арнольд
- 2007 — Закон і порядок: Спеціальний корпус, 8 сезон, 14 епізод «Dependent» / Law & Order: Special Victims Unit — Сідні Труекс
- 2009 — Різдвяна історія / A Christmas Carol
- 2010 — Пила 3D / Saw 3D — доктор Лоуренс Гордон
- 2010 — As Good as Dead — Ітан Белфрейдж
- 2011 — Більше ніж секс / No Strings Attached — доктор Метцнер
- 2011 — Пригоди Тінтіна: Таємниця «Єдинорога» / The Adventures of Tintin: The Secret of the Unicorn — пілот
- 2011 — Старий новий рік / New Year's Eve — доктор
- 2012 — Противага, 1 сезон, 5 епізод «The (Very) Big Bird Job» / Leverage — Скотт Ремер
- 2012 — Сприйняття, 1 сезон, 4 епізод «Шифр» / Perception — британський розвідник
- 2014 — Погана поведінка / Behaving Badly — Джозеф Стівенс
- 2014 — Дістань мене, якщо зможеш / Reach Me — Керсі
- 2014 — Космос: подорож у просторі та часі, 3 епізод «Коли знання перемогло страх» / Cosmos: A Spacetime Odyssey — Едмонд Галлей / Роберт Гук (голоси)
- 2014—2016 — Гріфіни, 6 епізодів / Family Guy — Себе / Доктор Ватсон / Різні голоси
- 2009—2014 — Ясновидець / Psych — П'єр Десперо
- 2015 — Більше ніж мистецтво / The Art of More — Артур Девенпорт
- 2015—2016 — Софія Прекрасна, 3 сезон, 5 і 20 епізоди / Sofia the First — Принц Родерік / Безіл
- 2016 — Пила VIII / Saw VIII — доктор Лоуренс Гордон
- 2017 — Не спи / Don't Sleep — лікар Річард Соммерс
- 2018 — Клуб молодих мільярдерів / Billionaire Boys Club — Енді Воргол
- 2019 — Чорне Різдво / Black Christmas — професор Гельсон
- 2019 — Дивні дива, 5 епізодів / Stranger Things — Мер Ларрі Клайн
- 2019 — Дивовижна місіс Мейзел, 4 епізоди / The Marvelous Mrs. Maisel — Гевін Гоук
- 2020 — Кеті Кін, епізод «Розділ 13: Come Together» / Katy Keene — Лео Лейсі
- 2021 — Нечестивий — єпископ Джайлз
- 2021 — Бестселер (фільм, 2021) — Галперн Нолан
- 2021 — Замок на Різдво — Майлз, 12-й герцог Данбар
- 2022 — Операція «Фортуна»: Мистецтво перемагати — Натан
- 2023 — Бунтівний місяць
- 2024 — Міністерство неджентльменської війни

### Продюсер
- 1992 — Шкіряні куртки/Leather Jackets
- 2006 — Walk the Talk